# Opigena rutilans
Opigena rutilans là một loài bướm đêm trong họ Noctuidae.